# Alloxysta curta
Alloxysta curta (лат.) — вид мелких перепончатокрылых наездников рода Alloxysta подсемейства Charipinae из семейства Figitidae. Эндопаразитоиды. Европа: Испания.

## Описание
От близких видов отличаются следующими признаками: проподеальные и пронотальные кили присутствуют; радиальная ячейка полностью закрыта; брахиптерные формы, переднее крыло достигает конца метасомы; видна радиальная ячейка. По этим признакам A. curta очень похож на A. pseudoconsobrina, но может быть дифференцирован по проподеальным килям (полностью отсутствующим у A. pseudoconsobrina, но имеющимся у A. curta). Голова поперечно овальная, гладкая и блестящая, немного шире своей высоты во фронтальном виде. Немногочисленные волоски присутствуют под и между торулами, над торулами волоски отсутствуют. Область над торулами, вертекс с несколькими рассеянными волосками, а лицо с большим количеством волосков. Мелкие перепончатокрылые, длиной несколько миллиметров (обычно 1—2 мм). Усики нитевидные, у самок 13-члениковые, а у самцов состоят из 14 сегментов. Голова поперечно овальная, гладкая и блестящая. У представителей рода Alloxysta их личинки являются гиперэндопаразитоидами личинок некоторых видов перепончатокрылых (Hymenoptera), таких как бракониды (Aphidiinae, Braconidae) и афелиниды (Aphelinidae, Chalcidoidea), в свою очередь паразитирующих в тлях (Aphididae, Hemiptera).